# Золотухіна Світлана Іванівна
Світлана Іванівна Золотухіна (1936—2012) — українська вчена у галузі зоології, теріолог, фахівець з дрібних ссавців України, кандидат біологічних наук (1970). Брала участь у створенні першого видання Червоної книги України (1980) і двох довідників-каталогів теріологічних колекцій Національного науково-природничого музею НАН України (2002, 2005).

## Життєпис
Народилася 17 червня 1936 року в місті Свердловськ. У 1946 році її родина переїхала до Києва. Протягом 1954—1959 років навчалася на біологічному факультеті Київського університету, отримала спеціальність біолог-зоолог, викладач біології та хімії. Трудову діяльність розпочала у Київському зоопарку в 1959 році, згодом певний час працювала в Інституті гідробіології АН УРСР та в Інституті мікробіології та вірусології АН УРСР. У 1961—1964 роках працювала в Зоологічному музеї Київського університету. З 1964 року — старший лаборант кафедри зоології хребетних біологічного факультету Київського університету, проводила польову практику студентів в Канівському заповіднику, практичні з зоології для студентів II—III курсів, була технічним секретарем Вченої ради факультету. У 1966 році вступила до аспірантури в Інститут зоології АН УРСР у відділ експериментальної екології (керівник — Сокур Іван Тарасович). У 1970 році захистила кандидатську дисертацію на тему «Сезонні зміни вмісту вітамінів А та Е в організмі полівок звичайних з популяцій лісостепової та степової зон України». Після аспірантури продовжила роботу у відділі експериментальної екології Інституту зоології, пропрацювавши там до виходу на пенсію у 1991 році, у 1978—1991 роках — старший науковий співробітник. Згодом, протягом 1993—2004 років, працювала зберігачем фондів академічного Зоологічного музею (до 1996 року в складі Інституту зоології НАН України, згодом — частина Національного науково-природничого музею НАН України).
Нагороджена медалями «У пам'ять 1500-річчя Києва» (1982) і «Ветеран праці» (1987).

## Дослідження
Під час навчання в аспірантурі та протягом перших років роботи в Інституті зоології дослідниця вивчала динаміку вмісту вітамінів A і E в організмі дрібних гризунів, перш за все полівок, у степовій і лісостеповій зонах України, що мало значення для прогнозу чисельності гризунів-шкідників.
У 1975 році разом з Ігорем Георгійовичем Ємельяновим розробила систему визначення вікових груп полівок за ступенем скульптуризації черепа.
У 1978—1983 роках досліджувала просторову структуру популяцій та міграції гризунів заповідника Асканія-Нова та його околиць. В цей же період брала участь у роботі над теріологічними нарисами першого видання Червоної книги України (1980).
Головним результатом роботи дослідниці в Зоологічному музеї була публікація двох каталогів теріологічних колекцій установи (2002, 2005). Окрім зберігання та каталогування колекцій активно займалася також і їх поповненням у наукових експедиціях. В колекції установи зберігається понад 500 екземплярів 21 виду ссавців, зібраних Світланою Іванівною протягом 1986—1998 років у всіх частинах України, а також в степовій зоні Росії.

## Деякі найважливіші публікації

### Довідники
- Червона книга Української РСР. Київ: Наукова думка, 1980. 504 с. [у складі колективу авторів]
- Шевченко Л. С., Золотухина С. И. Млекопитающие. Выпуск 1. Мышиные (Muridae). Киев: Зоомузей ННПМ НАН Украины, 2002. 217 с.
- Шевченко Л. С., Золотухина С. И. Млекопитающие. Выпуск 2. Насекомоядные (Insectivora), Рукокрылые (Chiroptera), Зайцеобразные (Lagomorpha), Грызуны (Rodentia). Киев: Зоомузей ННПМ НАН Украины, 2005. 238 с.

### Статті
- Золотухина С. И. Сезонные изменения содержания витамина А в печени серой полевки (Microtus arvalis Pall.). Вестник зоологии. 1968. 4: 77-80.
- Золотухина С. И. Зависимость содержания витаминов А и Е в печени обыкновенной полевки от возраста и пола животного. Вестник зоологии. 1969. 5: 84-86.
- Золотухина С. И. Динамика содержания витаминов А и Е в печени некоторых видов грызунов юга Украины. Экология. 1972. 5: 100—102.
- Золотухина С. И. Взаимосвязь между весом печени и содержанием в ней витаминов А и Е у некоторых грызунов. Вестник зоологии. 1974. 1: 85–87.
- Емельянов И. Г., Золотухина С. И. Динамика морфо-физиологических признаков и содержания гликогена в печени у общественных полевок (Microtus socialis Pall.). Вестник зоологии. 1975. 4: 45–50.
- Емельянов И. Г., Золотухина С. И. О выделении возрастных групп у полевки общественной (Microtus socialis Pall.). Доповіді АН УРСР, Серія Б. 1975. 7: 661—663.
- Золотухина С. И. Динамика содержания гликогена в печени серых полевок. Экология. 1978. 2: 102—105.
- Емельянов И. Г., Михалевич О. А., Золотухина С. И. Теоретическая модель сезонных ритмов животных и возможности их проявления у грызунов в условиях Украины. Вестник зоологии. 1978. 1: 3-8.
- Емельянов И. Г., Загороднюк И. В., Золотухина С. И. Эколого-систематический обзор рецентных хомяковых (Cricetidae, Rodentia) фауны Украины. Хомяковые фауны Украины. Киев: Институт зоологии АН УССР, 1987. 3–18.
- Золотухина С. И. Характер пространственного размещения общественных полевок в биосферном заповеднике Аскания-Нова. Вестник зоологии. 1988. 3: 16–18.
- Кондратенко О. В., Кузнєцов В. Л., Золотухіна С. І. Хом'ячок, строкатка та сліпачок (Rodentia, Mammalia) у Донецько-Донських та Донецько-Приазовських степах. Заповідна справа в Україні. 2003. 9 (2): 30–33.